# Leichtathletik-U20-Balkan-Hallenmeisterschaften 2022
Die 6. Leichtathletik-U20-Balkan-Hallenmeisterschaften fanden am 12. Februar 2022 in der serbischen Hauptstadt Belgrad statt.

## Ergebnisse Männer

### 60 m
| Platz | Athlet                | Land | Zeit (s) |
| ----- | --------------------- | ---- | -------- |
| 1     | Anej Čurin Praprotnik | SVN  | 6,78 =PB |
| 2     | Eden Sela             | ISR  | 6,82 PB  |
| 3     | Oleksandr Sosnowenko  | UKR  | 6,86     |
| 4     | Christo Iliew         | BUL  | 6,87 PB  |
| 5     | Jernej Gumilar        | SVN  | 6,89     |
| 6     | Orçun Ünalan          | TUR  | 6,89     |
| 7     | Blessing Afrifah      | ISR  | 6,92 PB  |
| 8     | Roko Farkaš           | CRO  | 6,98     |

### 400 m
| Platz | Athlet           | Land | Zeit (s) |
| ----- | ---------------- | ---- | -------- |
| 1     | İsmail Nezir     | TUR  | 47,87 PB |
| 2     | Denis Toma       | ROU  | 48,19 PB |
| 3     | Remus Niculiță   | ROU  | 48,86 PB |
| 4     | Marko Orešković  | SRB  | 48,88    |
| 5     | Dominik Škorjanc | CRO  | 49,13    |
| 6     | Nikola Kostić    | SRB  | 49,48 PB |
| 7     | Erdal Çarıkoğlu  | TUR  | 49,83    |
| 8     | Tit Moisei       | MDA  | 51,23    |

### 800 m
| Platz | Athlet             | Land | Zeit (min) |
| ----- | ------------------ | ---- | ---------- |
| 1     | Mevlüt Kılıç       | TUR  | 1:56,17    |
| 2     | Alexandru Prâsneac | ROU  | 1:56,96    |
| 3     | Andrej Belčić      | CRO  | 1:57,32    |
| 4     | Ivan Vojnović      | CRO  | 1:57,72    |
| 5     | Ilias Argyris      | GRE  | 1:58,45    |
| 6     | Valimir Stoew      | BUL  | 1:59,78    |
| 7     | Olti Bytyqi        | KOS  | 2:00,92    |
| 8     | Wanio Ewdokimow    | BUL  | 2:01,03    |

### 1500 m
| Platz | Athlet             | Land | Zeit (min) |
| ----- | ------------------ | ---- | ---------- |
| 1     | Petros Papaioannou | GRE  | 3:54,88    |
| 2     | İsmail Taşyürek    | TUR  | 3:55,23    |
| 3     | Nino Jambrešić     | CRO  | 3:59,22    |
| 4     | Andrei Ihnatiuc    | ROU  | 4:00,93    |
| 5     | Raul Dan           | ROU  | 4:02,26    |
| 6     | Stanislaw Raschkow | BUL  | 4:15,10    |

### 3000 m
| Platz | Athlet                     | Land | Zeit (min) |
| ----- | -------------------------- | ---- | ---------- |
| 1     | Taner Tunçtan              | TUR  | 8:24,93    |
| 2     | Ateka Demisie              | ISR  | 8:29,48 PB |
| 3     | Maksim Puškar              | SRB  | 8:31,23    |
| 4     | Dragoș Pop                 | ROU  | 8:34,03    |
| 5     | Athanasios-Marios Zygouris | GRE  | 8:44,89    |
| 6     | Mihai Șavlovschi           | ROU  | 8:51,97    |
| 7     | Nikola Mijailović          | SRB  | 8:52,22    |
| 8     | Adi Nurkanović             | BIH  | 10:10,67   |

### 60 m Hürden
| Platz | Athlet                        | Land | Zeit (s) |
| ----- | ----------------------------- | ---- | -------- |
| 1     | Christos-Panagiotis Roumtsios | GRE  | 7,82 PB  |
| 2     | Enzo Diessl                   | AUT  | 7,83 PB  |
| 3     | Strahinja Radaković           | SRB  | 7,89 PB  |
| 4     | Alexandru Şendrea             | ROU  | 7,99     |
| 5     | Janko Kišak                   | CRO  | 8,07 PB  |
| 6     | Jakob Praprotnik              | SVN  | 8,26 PB  |
| 7     | Zvonimir Tirić                | CRO  | 8,33     |
| 8     | Walentin Iwanow               | BUL  | 8,36 PB  |

### 4 × 400 m Staffel
| Platz | Land      | Athleten                                                       | Zeit (min) |
| ----- | --------- | -------------------------------------------------------------- | ---------- |
| 1     | Rumänien  | Remus Niculiță Sorin Voinea Denis Neacșu Denis Toma            | 3:16,54    |
| 2     | Kroatien  | Roko Farkaš Ivan Vojnović Dominik Škorjanc Marko Orešković     | 3:18,56    |
| 3     | Serbien   | Balša Milić Luka Vučković Mihajlo Katanić Nikola Kostić        | 3:18,62    |
| 4     | Türkei    | Erdal Çarıkoğlu Mevlüt Kılıç İsmail Taşyürek İsmail Nezir      | 3:24,35    |
| 5     | Bulgarien | Wenelin Kamburow Walentin Iwanow Walimir Stoew Wanio Ewdokimow | 3:30,59    |

### Hochsprung
| Platz | Athlet                  | Land | Höhe (m) |
| ----- | ----------------------- | ---- | -------- |
| 1     | Sandro Jeršin Tomassini | SVN  | 2,14 SB  |
| 2     | Atila Göktuğ Taşdelen   | TUR  | 2,14 PB  |
| 3     | Martin Mlinarić         | CRO  | 2,11     |
| 4     | Marko Šuković           | BIH  | 2,02     |
| 5     | Grigorios Chasos        | GRE  | 1,98     |
| 6     | Andrean Dimitrow        | BUL  | 1,98     |
| 7     | Maid Preljević          | GRE  | 1,94     |
| 8     | Sanin Preljević         | SRB  | 1,90     |

### Stabhochsprung
| Platz | Athlet                 | Land | Höhe (m) |
| ----- | ---------------------- | ---- | -------- |
| 1     | Alexander Auer         | AUT  | 5,00     |
| 2     | Răzvan Doroftei        | ROU  | 4,85 PB  |
| 3     | Erdem Tilki            | TUR  | 4,80 =PB |
| 4     | Leon Glavas            | AUT  | 4,70 =PB |
| 5     | Karlo Salaj            | CRO  | 4,70 =PB |
| 6     | Georgios Christopoulos | GRE  | 4,60 PB  |
| 7     | Georgios Papanastasiou | GRE  | 4,60 PB  |
| 8     | Šime Jadrijev          | CRO  | 4,40     |

### Weitsprung
| Platz | Athlet                  | Land | Weite (m) |
| ----- | ----------------------- | ---- | --------- |
| 1     | Nikolaos Stamatonikolos | GRE  | 7,44 PB   |
| 2     | Boschidar Sarabojukow   | BUL  | 7,42 PB   |
| 3     | Oluwatosin Ayodeji      | AUT  | 7,40 SB   |
| 4     | Gor Beglarjan           | ARM  | 7,36 PB   |
| 5     | Mihajlo Memedović       | SRB  | 7,30 PB   |
| 6     | Nikita Masljuk          | UKR  | 7,29      |
| 7     | Eden Sela               | ISR  | 7,14      |
| 8     | Marko Brajović          | SRB  | 7,03 PB   |

### Dreisprung
| Platz | Athlet                   | Land | Weite (m) |
| ----- | ------------------------ | ---- | --------- |
| 1     | Oleksandr Aiko           | UKR  | 15,50 PB  |
| 2     | Răzvan Nicoară           | ROU  | 15,06     |
| 3     | Jordan Lindinger-Asamoah | AUT  | 15,05 PB  |
| 4     | Mykyta Narolskij         | UKR  | 14,86     |
| 5     | Sotirios Leontides       | GRE  | 14,54 PB  |
| 6     | Gor Howakimjan           | ARM  | 14,50 PB  |
| 7     | Kolindo Kiri             | ALB  | 14,42     |
| 8     | Hakkı Burak Yılmaz       | TUR  | 14,17     |

### Kugelstoßen
| Platz | Athlet                | Land | Weite (m) |
| ----- | --------------------- | ---- | --------- |
| 1     | Todor Petrow          | BUL  | 17,85     |
| 2     | Alexandr Mazur        | MDA  | 17,23 PB  |
| 3     | Hamza Muharemović     | BIH  | 16,76 PB  |
| 4     | Kiril Kantschew       | BUL  | 16,45     |
| 5     | Utku Köse             | TUR  | 16,43     |
| 6     | Theofanis Mavrodontis | GRE  | 16,36     |
| 7     | Cătălin Gherasim      | ROU  | 15,35     |
| 8     | Mirza Kozić           | BIH  | 15,23     |

## Ergebnisse Frauen

### 60 m
| Platz | Athletin               | Land | Zeit (s) |
| ----- | ---------------------- | ---- | -------- |
| 1     | Polyniki Emmanouilidou | GRE  | 7,49 PB  |
| 2     | Lucija Potnik          | SVN  | 7,49 PB  |
| 3     | Simay Özçiftçi         | TUR  | 7,51     |
| 4     | Alessandra Gasparelli  | SMR  | 7,54     |
| 5     | Maria Bisericescu      | ROU  | 7,66     |
| 6     | Nika Šinkec            | SVN  | 7,72     |
| 7     | Diana Hontscharenko    | UKR  | 7,76     |
| 8     | Vita Penezić           | CRO  | 7,81     |

### 400 m
| Platz | Athletin           | Land | Zeit (s) |
| ----- | ------------------ | ---- | -------- |
| 1     | Nevin İnce         | TUR  | 55,69 SB |
| 2     | Karolina Zbičajnik | SVN  | 56,44    |
| 3     | Eda Nur Tulum      | TUR  | 56,56 PB |
| 4     | Larisa Talpiș      | ROU  | 57,49 SB |
| 5     | Nicole Milić       | CRO  | 57,55    |
| 6     | Josipa Cecić       | CRO  | 57,56    |
| 7     | Ștefania Zediu     | ROU  | 57,86 PB |
| 8     | Xenia Berghii      | MDA  | 60,49    |

### 800 m
| Platz | Athletin             | Land | Zeit (min) |
| ----- | -------------------- | ---- | ---------- |
| 1     | Veronika Sadek       | SVN  | 2:09,10    |
| 2     | Dunja Sikima         | SRB  | 2:12,00    |
| 3     | Sudenaz Kazanççı     | TUR  | 2:12,01    |
| 4     | Petja Klojčnik       | SVN  | 2:13,55    |
| 5     | Glorija Kureš        | BIH  | 2:17,50    |
| 6     | Ionela Costiuc       | ROU  | 2:17,51    |
| 7     | Elena Petkowa        | BUL  | 2:17,75    |
| 8     | Aikaterini Papachela | GRE  | 2:24,75    |

### 1500 m
| Platz | Athletin               | Land | Zeit (min) |
| ----- | ---------------------- | ---- | ---------- |
| 1     | Maria Talida Sfârghiu  | ROU  | 4:24,77 PB |
| 2     | Uljana Ratschynska     | UKR  | 4:27,13 PB |
| 3     | Julija Petryk          | UKR  | 4:28,55 PB |
| 4     | Zala Sekavčnik         | SVN  | 4:32,73 PB |
| 5     | Saima Murić            | SRB  | 4:33,60    |
| 6     | Vasiliki Kallimogianni | GRC  | 4:37,26 PB |
| 7     | Lorena Bartaković      | CRO  | 4:40,81 PB |
| 8     | Teodora Čubrilović     | BIH  | 4:54,33    |

### 3000 m
| Platz | Athletin          | Land | Zeit (min)  |
| ----- | ----------------- | ---- | ----------- |
| 1     | Maria Kassou      | GRE  | 9:32,53 PB  |
| 2     | Mădălina Sîrbu    | ROU  | 9:32,82 PB  |
| 3     | Loti Rotar        | SVN  | 9:57,76     |
| 4     | Mejra Mehmetović  | SRB  | 10:07,39 PB |
| 5     | Lorena Bartaković | CRO  | 10:22,94    |
| 6     | Hatice Kiliç      | TUR  | 10:31,74    |
| 7     | Natalija Grujić   | SRB  | 10:50,21    |

### 60 m Hürden
| Platz | Athletin          | Land | Zeit (s) |
| ----- | ----------------- | ---- | -------- |
| 1     | Dariana Grigoroiu | ROU  | 8,32 PB  |
| 2     | Yaren Yildirim    | TUR  | 8,51     |
| 3     | Dana Govoreanu    | ROU  | 8,51     |
| 4     | Jana Koščak       | CRO  | 8,55 PB  |
| 5     | Hava Deliu        | GRE  | 8,58     |
| 6     | Lena Spazirer     | AUT  | 8,62 PB  |
| 7     | Linoy Levy        | ISR  | 8,64 PB  |
| 8     | Neža Dolenc       | SVN  | 8,64 PB  |

### 4 × 400 m Staffel
| Platz | Land      | Athletin                                                           | Zeit (min) |
| ----- | --------- | ------------------------------------------------------------------ | ---------- |
| 1     | Slowenien | Karolina Zbičajnik Zala Sekavčnik Petja Klojčnik Veronika Sadek    | 3:44,49    |
| 2     | Türkei    | Eda Nur Tulum Sudenaz Kazanççı Simay Özçiftçi Nevin İnce           | 3:48,82    |
| 3     | Rumänien  | Ștefania Zediu Claudia Costiuc Maria Talida Sfârghiu Larisa Talpiș | 3:50,58    |
| 4     | Bulgarien | Weronika Schekowa Elena Petkow Rosina Nikolowa Weselina Dimitrowa  | 3:51,51    |
| 5     | Serbien   | Anastasija Miča Lena Maletić Anja Pavlović Dunja Sikima            | 3:56,47    |
| 6     | Kroatien  | Jana Koščak Vita Penezić Josipa Cecić Nicole Milić                 | 4:05,70    |

### Hochsprung
| Platz | Athletin              | Land | Höhe (m) |
| ----- | --------------------- | ---- | -------- |
| 1     | Angelina Topić        | SRB  | 1,86 PB  |
| 2     | Maryna Kowtunowa      | UKR  | 1,83 PB  |
| 3     | Zorana Rokavec        | SRB  | 1,83 PB  |
| 4     | Weronika Kramarenko   | UKR  | 1,77     |
| 5     | Federica Apostol      | ROU  | 1,73     |
| 6     | Diana Kovač           | BIH  | 1,73 PB  |
| 7     | Kalliopi Papadopoulou | GRE  | 1,69 =PB |
| 8     | Aleyna Karaca         | TUR  | 1,69     |

### Stabhochsprung
| Platz | Athletin          | Land | Höhe (m) |
| ----- | ----------------- | ---- | -------- |
| 1     | Valentina Necoară | ROU  | 3,70     |
| 2     | Iro Vradi         | GRE  | 3,60     |
| 3     | Elif Sude Serdar  | TUR  | 3,40     |
| 4     | Dunja Sedlaček    | SRB  | 3,20     |
| 5     | Olivera Kanazir   | SRB  | 3,20     |
|       | Jowa Petrowa      | BUL  | NH       |

### Weitsprung
| Platz | Athletin            | Land | Weite (m) |
| ----- | ------------------- | ---- | --------- |
| 1     | Ramona Verman       | ROU  | 6,24 PB   |
| 2     | Plamena Mitkowa     | BUL  | 6,22      |
| 3     | Sotiria Rapti       | GRE  | 6,15 PB   |
| 4     | Brina Likar         | SVN  | 6,13 PB   |
| 5     | Ioana Știrbu        | ROU  | 5,95      |
| 6     | Plamena Tschakarowa | BUL  | 5,91      |
| 7     | Daniela Jelić       | CRO  | 5,89 SB   |
| 8     | Jana Koščak         | CRO  | 5,88 PB   |

### Dreisprung
| Platz | Athletin             | Land | Weite (m) |
| ----- | -------------------- | ---- | --------- |
| 1     | Aljona Tschass       | UKR  | 13,07     |
| 2     | Sotiria Rapti        | GRE  | 13,01 PB  |
| 3     | Iuliana Dabija       | MDA  | 12,86 SB  |
| 4     | Teodora Boberić      | SRB  | 12,70 SB  |
| 5     | Alexia Dospin        | ROU  | 12,58     |
| 6     | Marina Iusumbeli     | MDA  | 12,58 PB  |
| 7     | Jana Dragutinović    | SRB  | 12,48     |
| 8     | Kadriye Dilek Durmuş | TUR  | 12,12     |

### Kugelstoßen
| Platz | Athletin          | Land | Weite (m) |
| ----- | ----------------- | ---- | --------- |
| 1     | Pınar Akyol       | TUR  | 16,57     |
| 2     | Maria Andreadi    | GRE  | 13,82     |
| 3     | Lucija Leko       | CRO  | 13,73     |
| 4     | Anđela Obradović  | SRB  | 13,19     |
| 5     | Milica Poznanović | SRB  | 12,97     |
| 6     | Iwelina Milkowa   | BUL  | 12,76     |
| 7     | Maria Andone      | ROU  | 12,08     |

## Medaillenspiegel
| Platz | Land                    |   |   |   |    |
| ----- | ----------------------- | - | - | - | -- |
| 1     | Rumänien                | 5 | 5 | 3 | 13 |
| 2     | Türkei                  | 5 | 4 | 5 | 14 |
| 3     | Griechenland            | 5 | 3 | 1 | 9  |
| 4     | Slowenien               | 4 | 2 | 1 | 7  |
| 5     | Ukraine                 | 2 | 2 | 2 | 6  |
| 6     | Bulgarien               | 1 | 2 | 0 | 3  |
| 7     | Serbien                 | 1 | 1 | 4 | 6  |
| 8     | Österreich              | 1 | 1 | 2 | 4  |
| 9     | Israel                  | 0 | 2 | 0 | 2  |
| 10    | Kroatien                | 0 | 1 | 4 | 5  |
| 11    | Moldau                  | 0 | 1 | 1 | 2  |
| 12    | Bosnien und Herzegowina | 0 | 0 | 1 | 1  |